# Petter Falck

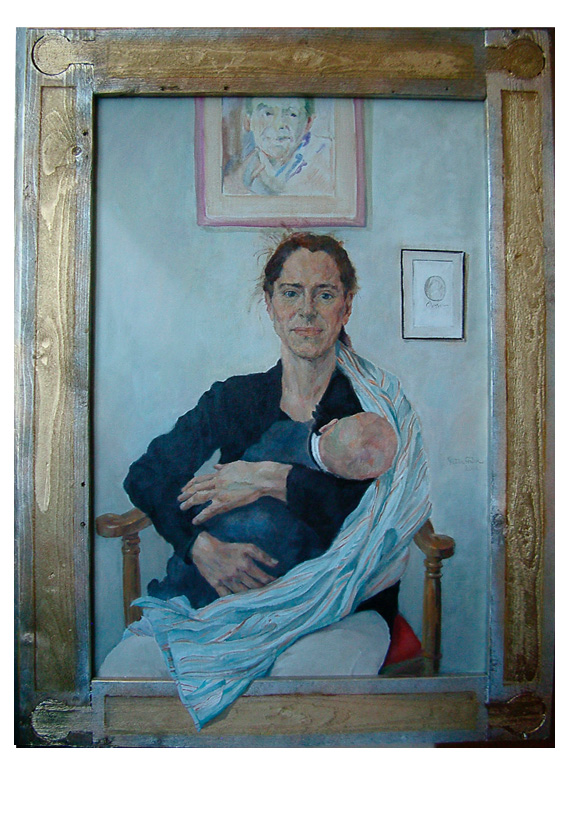
Anna La Corrubba

Carl Michael Petter Falck, född 21 juni 1947 i Oscars församling i Stockholm, är en svensk konstnär och scenograf.

## Biografi
Falck är son till skådespelarparet Britta Brunius och Ragnar Falck. Han läste helklassisk linje och tog studentexamen på Statens normalskola och gjorde militärtjänstgöring vid Svea Livgarde.
Under ungdomen medverkade Falck i flera radioteaterföreställningar med bland andra Allan Edwall, Tora Teje, Georg Rydeberg, Erland Josephson, Gertrud Fridh, Ingvar Kjellson och Holger Löwenadler. Senare var Falck engagerad vid Riksteatern som turnéledare och skådespelare och arbetade som regiassistent åt Jarl Kulle.
År 1972–1974 var Falck frielev och massier på Åke W Pernbys målarskola, rekommenderad av porträttmålaren Willem De Geer.
År 1974 antogs Falck till den femåriga målerilinjen på Kungliga Konsthögskolan och studerade måleri för professor Rune Jansson (konstnär), skulptur för Karl Göte Bejemark, muralteknik för Domenico Inganni och träådring och marmorering för Alvar Björkstad. 
Parallellt med studierna var Falck verksam som scenograf på bland andra Riksteatern, Parkteatern, Fria Teatern, Maximteatern och Blå tornet. Han har även producerat museiutställningar på bland andra Sjöhistoriska museet, Vasamuseet och Liljevalchs.
År 1977 samarbetade Falck med konstnären och poeten Åke Hodell i en happening på Riksdagshuset samt dennes sista verk Spirit Car Ecstasy, Racing Car Opera. Falck målade även Hodells porträtt, nu i Nationalmuseums samlingar på  Gripsholms slott. 
År 1992 läste Falck "Konstnärlig utomhus- och inomhusutsmyckning för yrkeskonstnärer" vid Konstnärernas Kollektivverkstäder, varefter han genomförde uppdrag hos Brygghusarkitekterna och White arkitekter för Walleniusrederierna, Haninge Centrum, Volvo och Elanders.

## Utställningar
Falck har haft separatutställningar på Galleri Händer, Munkbrogalleriet och Riksteatern. Debutställningen recenserades av Eugen Wretholm.
Falck har medverkat i samlingsutställningar på bland annat Karlshamns Konsthall, Västerås Konstmuseum och De Unga. Hans porträttmålningar finns i Utrikesdepartementets och andra statliga, kommunala och privata samlingar.
Falck har varit anställd vid Stockholms kulturförvaltning, är  ledamot i Konstnärernas hjälpfond som är en del av Konstnärsklubben samt representerar Konstnärernas vänner och Waldemarsuddes vänner.